# Мультииндекс
Мультииндекс (или мульти-индекс) — обобщение понятия целочисленного индекса до векторного индекса, которое нашло применение в различных областях математики, связанных с функциями многих переменных. Использование мультииндекса помогает упростить (записать более кратко) математические формулы.

## Математическая запись мультииндекса
n-мерный мультииндекс — это вектор
{\displaystyle \alpha =(\alpha _{1},\alpha _{2},\ldots ,\alpha _{n}),}
составленный из неотрицательных чисел. Для двух мультииндексов {\displaystyle \alpha ,\beta \in \mathbb {N} _{0}^{n}} и вектора {\displaystyle x=(x_{1},x_{2},\ldots ,x_{n})\in \mathbb {R} ^{n}} вводятся:
- Покомпонентное сложение и вычитание

{\displaystyle \alpha \pm \beta =(\alpha _{1}\pm \beta _{1},\,\alpha _{2}\pm \beta _{2},\ldots ,\,\alpha _{n}\pm \beta _{n})}
- Частичная упорядоченность

{\displaystyle \alpha \leq \beta \quad \Leftrightarrow \quad \alpha _{i}\leq \beta _{i}\quad \forall \,i\in \{1,\ldots ,n\}}
- Абсолютное значение как сумма компонентов

{\displaystyle |\alpha |=\alpha _{1}+\alpha _{2}+\cdots +\alpha _{n}}
- Факториал

{\displaystyle \alpha !=\alpha _{1}!\cdot \alpha _{2}!\cdots \alpha _{n}!}
- Биномиальный коэффициент

{\displaystyle {\alpha  \choose \beta }={\alpha _{1} \choose \beta _{1}}{\alpha _{2} \choose \beta _{2}}\cdots {\alpha _{n} \choose \beta _{n}}}
- Возведение в степень

{\displaystyle x^{\alpha }=x_{1}^{\alpha _{1}}x_{2}^{\alpha _{2}}\ldots x_{n}^{\alpha _{n}}}
- Старшая частная производная

{\displaystyle \partial ^{\alpha }=\partial _{1}^{\alpha _{1}}\partial _{2}^{\alpha _{2}}\ldots \partial _{n}^{\alpha _{n}}} где {\displaystyle \partial _{i}^{\alpha _{i}}:=\partial ^{\alpha _{i}}/\partial x_{i}^{\alpha _{i}}}

## Некоторые приложения
Использование мультииндекса позволяет без проблем расширить многие формулы классического анализа на многомерный случай. Вот некоторые примеры:

### Мультиномиальные коэффициенты
Имеется в виду обобщение формулы Бернулли на многомерный случай:
{\displaystyle {\biggl (}\sum _{i=1}^{n}x_{i}{\biggr )}^{k}=\sum _{|\alpha |=k}{\frac {k!}{\alpha !}}\,x^{\alpha }}

### Формула Лейбница
Для гладких функций f и g
{\displaystyle \partial ^{\alpha }(fg)=\sum _{\nu \leq \alpha }{\alpha  \choose \nu }\partial ^{\nu }f\,\partial ^{\alpha -\nu }g.}

### Разложение вряд Тейлора
Для аналитической функции f от n переменных справедливо разложение
{\displaystyle f(x+h)=\sum _{\alpha \in \mathbb {N} _{0}^{n}}^{}{{\frac {\partial ^{\alpha }f(x)}{\alpha !}}h^{\alpha }}.}
Фактически, для достаточно гладких функций выполняется конечная формула Тейлора
{\displaystyle f(x+h)=\sum _{|\alpha |\leq n}{{\frac {\partial ^{\alpha }f(x)}{\alpha !}}h^{\alpha }}+R_{n}(x,h),}
где последний член (остаток) может быть записан в различных формах. Например, в (интегральной) форме Коши получим
{\displaystyle R_{n}(x,h)=(n+1)\sum _{|\alpha |=n+1}{\frac {h^{\alpha }}{\alpha !}}\int _{0}^{1}(1-t)^{n}\partial ^{\alpha }f(x+th)\,dt.}

### Оператордифференцирования
Формальный оператор взятия частной производной N-го порядка в n-мерном пространстве записывается следующим образом:
{\displaystyle P(\partial )=\sum _{|\alpha |\leq N}{}{a_{\alpha }(x)\partial ^{\alpha }}.}

### Интегрирование по частям
Для достаточно гладких финитных функций в ограниченной области {\displaystyle \Omega \subset \mathbb {R} ^{n}} имеем:
{\displaystyle \int _{\Omega }{}{u(\partial ^{\alpha }v)}\,dx=(-1)^{|\alpha |}\int _{\Omega }^{}{(\partial ^{\alpha }u)v\,dx}.}
Эта формула используется в определении обобщённых функций и слабых производных.

## Пример использования в теореме
Если {\displaystyle \alpha ,\beta \in \mathbb {N} _{0}^{n}} — это мультииндексы и {\displaystyle x=(x_{1},\ldots ,x_{n})}, то
{\displaystyle \partial ^{\alpha }x^{\beta }={\begin{cases}{\frac {\beta !}{(\beta -\alpha )!}}x^{\beta -\alpha }&{\hbox{if}}\,\,\alpha \leq \beta ,\\0&{\hbox{otherwise.}}\end{cases}}}

### Доказательство
Доказательство опирается на правило взятия обыкновенной производной от степенной функции:
{\displaystyle {\frac {d^{\alpha }}{dx^{\alpha }}}x^{\beta }={\begin{cases}{\frac {\beta !}{(\beta -\alpha )!}}x^{\beta -\alpha }&{\hbox{if}}\,\,\alpha \leq \beta ,\\0&{\hbox{otherwise.}}\end{cases}}\qquad (1)}
Положим {\displaystyle \alpha =(\alpha _{1},\ldots ,\alpha _{n})}, {\displaystyle \beta =(\beta _{1},\ldots ,\beta _{n})} и {\displaystyle x=(x_{1},\ldots ,x_{n})}. Тогда
{\displaystyle {\begin{aligned}\partial ^{\alpha }x^{\beta }&={\frac {\partial ^{\vert \alpha \vert }}{\partial x_{1}^{\alpha _{1}}\cdots \partial x_{n}^{\alpha _{n}}}}x_{1}^{\beta _{1}}\cdots x_{n}^{\beta _{n}}\\&={\frac {\partial ^{\alpha _{1}}}{\partial x_{1}^{\alpha _{1}}}}x_{1}^{\beta _{1}}\cdots {\frac {\partial ^{\alpha _{n}}}{\partial x_{n}^{\alpha _{n}}}}x_{n}^{\beta _{n}}.\end{aligned}}}
Здесь каждое дифференцирование {\displaystyle \partial /\partial x_{i}} сводится к соответствующей обыкновенной производной {\displaystyle d/dx_{i}}, так как для каждого i из {1, . . ., n}, функция {\displaystyle x_{i}^{\beta _{i}}} зависит только от {\displaystyle x_{i}}. Поэтому из уравнения (1) следует, что {\displaystyle \partial ^{\alpha }x^{\beta }} исчезает как только αi > βi для хотя бы одного i из {1, . . ., n}.В противном случае (когда α ≤ β) получаем
{\displaystyle {\frac {d^{\alpha _{i}}}{dx_{i}^{\alpha _{i}}}}x_{i}^{\beta _{i}}={\frac {\beta _{i}!}{(\beta _{i}-\alpha _{i})!}}x_{i}^{\beta _{i}-\alpha _{i}}}
для каждого {\displaystyle i}.{\displaystyle \Box }